# اشتباه محبوبم
«اشتباه محبوبم» (به انگلیسی: My Favorite Mistake) ترانه‌ای از هنرمند اهل ایالات متحده آمریکا، شریل کرو است که در ۱۵ سپتامبر ۱۹۹۸ به‌عنوان نخستین تک‌آهنگ از سومین آلبوم او، جلسه‌های گلوب منتشر شد. این ترانه دربارهٔ رابطه با مردی بی‌وفا است. تصور بر این است که کرو این ترانه را دربارهٔ رابطه‌اش با اریک کلپتون تصنیف کرده است.
«اشتباه محبوبم» در آمریکا، در جایگاه ۲۰ جدول ۱۰۰ آهنگ داغ بیلبورد، در بریتانیا، در جایگاه ۹ جدول تک‌آهنگ‌ها، و در کانادا، در جایگاه دوم جدول فروش جای گرفت.